# Alvar Medin
Alvar Björner Medin, född 26 juli 1909 i Malmö, död där 20 oktober 1998, var en svensk militär och gymnastikdirektör.
Medin, som var son till tågmästare Anton Medin och Anna Reinhold, avlade studentexamen 1931, reservofficersexamen 1934 samt utexaminerades från Gymnastiska centralinstitutet och blev legitimerad sjukgymnast 1936. Han var gymnastiklärare på Malmbergets samrealskola 1937–1939, vid högre tekniska läroverket i Malmö 1939–1947, Malmö borgarskola 1939–1943, Malmö kommunala mellanskola 1941–1947, Malmö latinskola från 1947 och tillsynslärare där från 1964. Han innehade specialuppdrag för Skolöverstyrelsens gymnastiksektion samt var ledamot av Malmö stads idrottsstyrelse från 1958 och badhusstyrelse från 1959. Han var styrelseledamot i Reservofficersföreningen i Skåne 1941–1964 (ordförande 1953–1964), Svenska arméns och Flygvapnets reservofficersförbund 1953–1965. Han utgav Hemgymnastiken gör underverk (tillsammans med Victor Carlén-Wendels, 1945) samt skrev artiklar i tidningar och tidskrifter.